# InSight
InSight, robotski je sletač namijenjen proučavanju unutrašnjosti planeta Marsa. Misija je lansirana 5. svibnja 2018. u 11,05 sati UTC,  a sletio je 26. studenog 2018. na površinu Marsa (odredišno mjesto: Elysium Planitia), gdje je pokrenuo seizmometar i ukopao toplinsku sondu. Također će izvesti eksperiment radio-znanosti za proučavanje unutarnje strukture Marsa.
Lander je proizveo Lockheed Martin Space Systems i izvorno je bio planiran za lansiranje u ožujku 2016. Zbog kvara instrumenta SEIS prije lansiranja, NASA je u prosincu 2015. objavila da je misija odgođena, a u ožujku 2016. lansiranje je prebačeno na 5. svibnja 2018., kada je lansiranje uspješno odrađeno. Naziv je backronym za Istraživanje Interijera pomoću seizmičkih istraživanja, geodezije i transfera topline (Interior Exploration using Seismic Investigations, Geodesy and Heat Transport).
InSight ima za cilj postaviti stacionarni lander opremljen sa seizmometrom i sondom za prijenos topline na površini Marsa kako bi proučio ranu geološku evoluciju planeta. To bi moglo donijeti novo razumijevanje Zemaljskih planeta Sunčevog sustava - Merkur, Venera, Zemlja, Mars - i Zemljinog Mjeseca. Ponovnim korištenje tehnologije s Marsovog Phoenix landera, koji je uspješno sletio na Mars 2008. godine, očekuje se smanjenje troškova i rizika. 
Nakon popuštanja vakuuma u glavnom znanstvenom instrumentu, propušten je prozor za lansiranje, a InSight svemirska letjelica vraćena je u objekt Lockheed Martin u Denveru u Coloradu za pohranu. Dužnosnici NASA-e odlučili su u ožujku 2016. potrošiti oko 150 milijuna američkih dolara kako bi odgodili pokretanje InSighta do svibnja 2018. To bi omogućilo vrijeme za popravak seizmometra, iako je povećalo troškove s prethodnih 675 milijuna dolara na ukupno 830 milijuna dolara.

## Povijest i pozadina
InSight je u početku bio poznat kao GEMS (Geofizička nadzorna stanica), ali njegovo ime je promijenjeno početkom 2012. godine na zahtjev NASA-e. Od 28 prijedloga iz 2010, bio je jedan od tri finalista programa Discovery, koji su u svibnju 2011. dobili 3 milijuna dolara za izradu detaljne studije koncepta. U kolovozu 2012. InSight je odabran za razvoj i lansiranje.  Razvijan pod NASA-inim laboratorijem Jet Propulsion Labaratories (JPL) uz sudjelovanje znanstvenika iz nekoliko zemalja, misija je ograničena na 425 milijuna američkih dolara, bez financiranja samog lansiranja vozila.
Lockheed Martin započeo je gradnju landera 19. svibnja 2014. a opće ispitivanje i testiranje je započelo 27. svibnja 2015.
Konstantno puštanje vakuuma u CNES-ovom isporučenom seizmometru poznatom kao Seizmički eksperiment za unutarnju strukturu (SEIS) doveo je NASA da odgodi planirano lansiranje u ožujku 2016. do svibnja 2018. NASA-in Jet Propulsion Laboratory preuzeo je razvoj sustava vakuumskog spremnika za SEIS, dok je CNES preuzeo rukovanje instrumentima integracije i testiranja. Poteškoće uzrokovane interplanetarnim putovanjem seizmometra je NASA iskusila kada je seizmometar Viking 1 imao problema nakon što je sletio na Mars 1976.  Seizmometri na Vikingu su bili postavljeni na lander, što je značilo da je također pokupilo vibracije od raznih operacija landera i vjetra. Seizometrijska očitanja korištena su za procjenu Marsove geološke debljine kore između 14 i 18 km (8,7 i 11,2 mi) na mjestu slijetanja Vikinga 2. Viking 2 seizmometar je detektirao pritisak Marsovih vjetrova nadopunjujući rezultate meteorologije. Postoji jedan kandidat za moguće Marsquake, iako nije potvrđen zbog ograničenja dizajna, pogotovo zbog buke iz drugih izvora poput vjetra. Podaci o vjetru pokazali su se korisnima u vlastitom pravu, i unatoč ograničenjima podataka, moglo bi se isključiti široko rasprostranjena i velika seizmička događanja (veliki marsotresi nisu otkriveni).
Seizmometri su također ostali na Mjesecu nakon misija Apollo 12, 14, 15 i 16 i pružili su mnogo uvida u lunarnu seizmologiju, uključujući otkriće mjesečevih potresa. Apollo seizmička mreža, koja je funkcionirala do 1977. godine, otkrila je najmanje 28 potresa na mjesecu do 5,5 na Richterovoj ljestvici.
Radio Doppler mjerenja su snimljena s Vikingom i dvadeset godina kasnije s Mars Pathfinderom, a u svakom je slučaju izračunata i os rotacije Marsa. Kombiniranjem ovih podataka veličina jezgre je ograničena, jer je promjena rotacijske osi tijekom 20 godina omogućila brzinu precesije, a od toga je izračunat moment inercije planeta.
Kada je InSight odgođen, ostatak InSight svemirske letjelice vraćen je u tvornicu Lockheed Martin u Coloradu za skladištenje, a raketa Atlas V koja je namjeravala započeti letjelicu prenesena je u misiju WorldView-4.
Dužnosnici NASA-e najavili su 9. ožujka 2016. kako će InSight biti odgođen do prozora lansiranja 2018. po procijenjenoj cijeni od 150 milijuna dolara. Letjelica je prebačena na lansiranje 5. svibnja 2018. za Marsovo slijetanje 26. studenog; plan leta ostao je nepromijenjen s lansiranjem pomoću rakete Atlas V iz baze Vandenberg Air Force Base u Kaliforniji. NASA-in Jet Propulsion Laboratory dobio je zadatak redizajniranja i izgradnje novog vakuumskog kućišta za SEIS instrument, dok je CNES provodio integraciju instrumenata i testiranje.
Dana 22. studenoga 2017. InSight je završio ispitivanje u termičkom vakuumu, poznatom pod nazivom TVAC testiranje, gdje se svemirska letjelica stavlja u simulirane prostorne uvjete sa smanjenim tlakom i različitim toplinskim opterećenjem.
Dana 23. siječnja 2018. njegove solarne ploče bile su razmještene i testirane, a drugi čip sa silicijem koji je sadržavao 1.6 milijuna imena iz javnosti dodan je u lander.
Dana 28. veljače 2018. InSight je otpremljen iz Lockheed Martin Space Systemsa u Denveru u zrakoplovnu bazu Vandenberg, u Kaliforniji, zrakoplovom C-17 kako bi započeo završne pripreme za lansiranje.

## Ciljevi misije
InSight je spustio jedan stacionarni lander na Marsu kako bi proučio duboki interijer i odgovorio na temeljno pitanje znanosti planetarnog i solarnog sustava: razumijevanja procesa koji su oblikovali stjenovite planete unutarnjeg Sunčevog sustava (uključujući Zemlju) prije više od četiri milijarde godina.
Primarni cilj InSighta je proučavanje najranije evolucijske povijesti procesa koji su oblikovali Mars. Proučavanjem veličine, debljine, gustoće i ukupne strukture Marsove jezgre, plašta i kore, kao i brzine kojom se toplina gubi iz unutrašnjosti planeta, InSight će pružiti uvid u evolucijske procese svih stjenovitih planeta u unutarnjem Sunčevom sustavu. Stjenoviti unutarnji planeti dijele zajedničko podrijetlo koje počinje procesom koji se zove akrecija. Kako tijelo raste u veličini, unutrašnjost se zagrijava i razvija kako bi postala zemaljski planet koji sadrži jezgru, plašt i koru.  Unatoč tom zajedničkom podrijetlu, svaki od zemaljskih planeta kasnije se oblikuje i oblikuje kroz slabo razumljivi proces zvane diferencijacija. Cilj InSight misije je unaprijediti razumijevanje tog procesa i, dalje, kopnene evolucije, mjerenjem planetarnih građevnih blokova oblikovanih ovom diferenciranjom: jezgrom, plaštem i korom zemaljske planete.
Misija treba odrediti postoji li bilo kakva seizmička aktivnost, izmjeriti količinu protoka topline iz unutrašnjosti, procijeniti veličinu Marsove jezgre te je li jezgra tekuća ili čvrsta. Ti će podaci biti prvi takve vrste za Mars. Očekuje se također da će česte eksplozije meteora (10-200 događaja koji se mogu otkriti godišnje za InSight) pružiti dodatne seizmičko-zvučne signale za ispitivanje unutrašnjosti Marsa. Sekundarni cilj misije je provesti dubinsku studiju geofizike, tektonske aktivnosti i utjecaj meteornih udaraca na Mars, što bi moglo pružiti znanje o takvim procesima na Zemlji. Mjerenja debljine kore, viskoznosti plašta, radijusa jezgre i gustoće, te seizmičke aktivnosti trebaju rezultirati povećanjem točnosti od 3X do 10X u usporedbi s trenutnim podacima. 
U smislu temeljnih procesa koji oblikuju planetarnu formaciju, smatra se da Mars sadrži najdublji i točniji povijesni zapis, jer je dovoljno velik da je doživio najranije procese stvaranja i unutarnjeg zagrijavanja koji su oblikovali zemaljske planete, ali je dovoljno mali da imaju zadržane znakove tih procesa.

## Dizajn
Misija nadalje razvija dizajn naslijeđen iz Phoenix Mars Landera 2008. Budući da je InSight pogonjen energijom iz solarnih panela, približit će se blizu ekvatora kako bi se omogućila maksimalna snaga za projicirani životni vijek od 2 godine (1 marsijska godina).  InSight je dizajniran za lansiranje pomoću Atlas V rakete; misija je uključivala dva CubeSata (MarCO A i MarCO B), koji su preletjeli Mars. MarCO B je utihno 25. prosinca 2018., a MarCO A 4. siječnja 2019. 

### Specifikacije Landera

#### Masa
Lander: 360 kg (794 lb) [3] [2]
   Zaštitna ljuska: 189 kg (417 lb) [2]

#### Dimenzije
Otprilike 6,1 m (20 ft) s ugrađenim solarnim pločama. Znansvena paluba je duboka oko 2,0 m (6,5 ft) i visoka 1,4 m (4,5 ft). Duljina robotske ruke je 2,4 m (7 ft 10 in) 

#### Energija
Energija se generira pomoću dvije okrugle solarne ploče, svaka promjera od 2,15 m (7,1 ft) i sastoji se od SolAero ZTJ trostrukih solarnih ćelija izrađenih od InGaP / InGaAs / Ge raspoređenih na Orbital ATK UltraFlex rešetki. Nakon sljetanja na površinu Marsa, paneli se raspoređuju tako da se otvore kao sklopivi ventilator.

## Lansiranje
Svemirska letjelica lansirana je 5. svibnja 2018 u 4:05 am PDT (7:05 EDT, 11:05 UTC) na Atlas V 401 lansirnom vozilu (AV-078) iz Vandenberg Air Force Baze kompleksa 3-Istok. Ovo je bila prva američka međuplanetarna misija lansirana iz Kalifornije.
Lansiranje je vodio NASA-in Program za lansiranje. InSight je prvotno zakazan za lansiranje 4. ožujka 2016. na Atlasu V 401 (4 metarska zaštita / nula (0) solidni raketni pojačivač / jedan (1) motor Centaur) iz baze Vandenberg Air Force Base u Kaliforniji, SAD [68] u prosincu 2015., zbog curenja vakuuma na instrumentu SEIS. Lansirni prozor trajao je od 5. svibnja do 8. lipnja 2018. godine.
Putovanje na Mars je trajalo 6,5 mjeseci preko 484 milijuna km (301 milijuna mi). Slijetanje se odvilo 26. studenog 2018. Uspješno je započela dvomjesečna faza implementacije kao dio svoje dvogodišnje misije (oko jedne maršanske godine).